# 十三塚

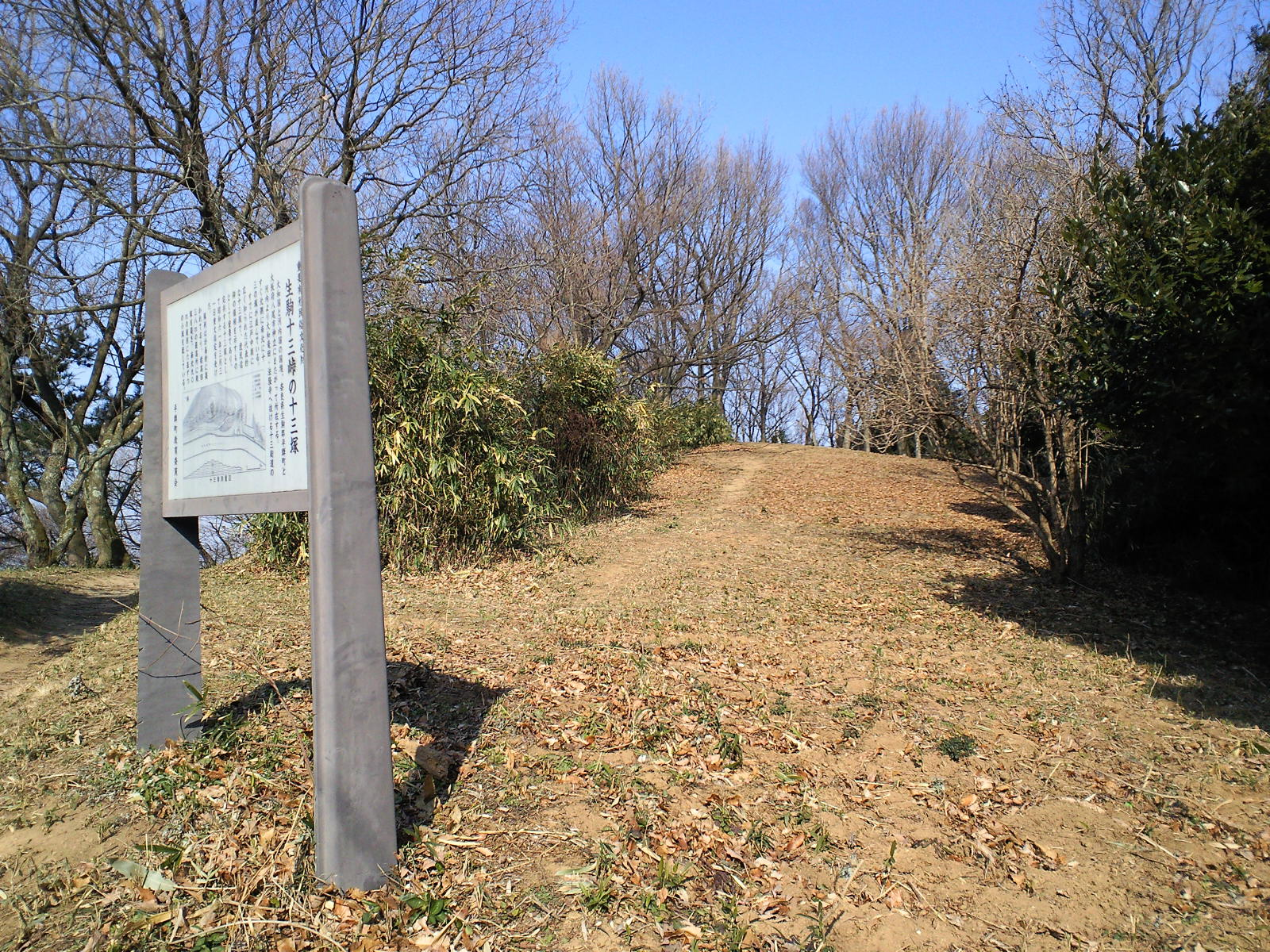
奈良県生駒郡平群町にある生駒十三峠の十三塚

十三塚（じゅうさんづか、Thirteen Mounds）は日本列島各地に分布する、民間信仰による土木構造物である。一般には13基の塚（マウンド）から構成される。また地名となっているところもある。本来は十三仏に由来するとされているが、それぞれの塚の伝承では必ずしもそうなってはおらず、数も13に限定されていない。

## 概要
典型的な例の場合、親塚1基とそれ以外の子塚12基からなる。すべてが直径10メートル以下であることが多い。塚の上には板碑などなんらかの石造物が置かれることがある。埋葬施設はなく、地下施設もない。築造時期は中世である。全国的に分布しており、岩手県から鹿児島県まで300箇所以上存在していたが、古墳などと異なり文化財として残されることは少なく、一部例外を除けば開発によって姿を消しつつある。
村境や峠道に多くみられる。地方により十三坊塚、十三本塚、十三人塚、十三壇、十三森などと名付けられていることもある。

## 主な伝承
- 戦死者、落武者ら13人の供養塚ないし墳墓として造られた。
- 埋蔵金の隠し場所として造られた。
- 12匹の猫と1匹の大ネズミの墓とする昔話がある[5][6]。
昔、その地にあった寺に夜な夜な正体不明の化け物が出るようになり、住職を恐れさせた。ある日、12匹の猫を連れた旅人が寺に宿泊を求める。住職は化け物が出る事を話したが、近所に他の家もなく、旅人は猫たちと共に寺に宿を取った。その夜、現われた化け物に12匹の猫が立ち向かい、一晩死闘が続く。夜明けとともに静かになり、住職と旅人が様子を見ると、大犬ほどもあるネズミ1匹と12匹の猫の死体があった。住職は12匹の猫の塚を造って手厚く供養し、それに大ネズミの塚を加えて十三塚と呼ぶようになった。

## 起源
学術的に本来の築造理由として考えられるものは以下の通りである。
- 十三仏信仰
- 古墳時代の群集墳。
- 経塚。あるいは、善根のための造塔行為として造られた。
- 怨霊や無縁仏の供養塚。
- 境界を鎮護するため。

史料に乏しく、発掘調査によっても埋納品が少ないことから（銭などの表面採集が多い）、まだ解明は進んでいない。また地元での呼称が十三塚でなくとも小塚が多数あって、実体は十三塚であるものもある（千葉県千葉市中央区の七天王塚や神奈川県横浜市旭区の六ツ塚など）。

## 主な遺跡
東北地方
- 岩手県奥州市水沢 - 黒石の十三塚（重要有形民俗文化財）[7]
- 宮城県仙台市太白区
- 宮城県名取市
- 山形県鶴岡市羽黒町手向 - 黒沢十三塚

関東地方
- 東京都稲城市平尾 - 平尾十三塚。一直線に13基の塚が並んでおり、埋納品は見つかっていない。東京都に現存する唯一のもの[8]。
- 千葉県千葉市中央区亥鼻 - 七天王塚
- 千葉県柏市藤ヶ谷 - 藤ヶ谷十三塚。親塚1基・小塚12基が完全な形で残る。千葉県指定文化財[9]。
- 千葉県館山市
- 千葉県南房総市
- 神奈川県横浜市栄区田谷町 - 田谷の十三塚。一部現存[10]。
- 神奈川県横浜市港南区野庭町 - 坂口十三塚。13基の塚がすべて残っていたが、発掘調査後に消滅[10]。
- 神奈川県横浜市神奈川区羽沢町 - 羽沢十三塚。一部現存[10]。
- 神奈川県横浜市旭区 - 六ツ塚、薬王寺にある畠山重忠主従を祀るとされる六つの塚。十三塚であったとされる[10]。
  - 上記を含めて神奈川県横浜市内にはわかっているだけで15箇所存在したと言うが、現存するのは2・3箇所に過ぎない[11]。
- 神奈川県川崎市宮前区 - 五所塚、五所塚第1公園内に現存。直径4m高さ2m前後の塚が南北に5基並ぶ。

中部地方
- 愛知県岡崎市
- 岐阜県揖斐郡揖斐川町

近畿地方
- 奈良県生駒郡平群町 - 生駒十三峠の十三塚（重要有形民俗文化財）[12]。
- 兵庫県丹波市 - 金屋の十三塚（重要有形民俗文化財）[13]

九州地方
- 福岡県八女郡広川町
- 鹿児島県霧島市 - 「十三塚原」 を参照。

## 地名
「十三塚」の文字を含む地名は、秋田県横手市、宮城県宮城郡利府町、福島県石川郡石川町、岐阜県関市・瑞浪市、愛知県犬山市・一宮市・刈谷市・豊田市・豊明市・西尾市・瀬戸市・半田市・春日井市、香川県高松市・観音寺市・綾歌郡綾川町、宮崎県小林市、鹿児島県鹿屋市などにもみられる。